# 6043 Aurochs
A 6043 Aurochs (ideiglenes jelöléssel 1991 RK2) a Naprendszer kisbolygóövében található aszteroida. Satoru Otomo fedezte fel 1991. szeptember 9-én.